# Forbasy
Forbasy (deutsch Forbs, ungarisch Poprádfalu – bis 1907 Forbasz) ist eine Gemeinde im Nordosten der Slowakei mit 440 Einwohnern (Stand 31. Dezember 2024), die zum Okres Stará Ľubovňa, einem Teil des Prešovský kraj, gehört und zur traditionellen Landschaft Zips gezählt wird.

## Geographie
Die Gemeinde befindet sich am Nordhang der Leutschauer Berge am rechten Ufer des Poprad. Das Ortszentrum liegt auf einer Höhe von 539 m n.m. und ist sechseinhalb Kilometer von Stará Ľubovňa entfernt.
Nachbargemeinden sind Hniezdne im Norden, Osten und Süden, Nižné Ružbachy im Westen und Lacková im Nordwesten.

## Geschichte

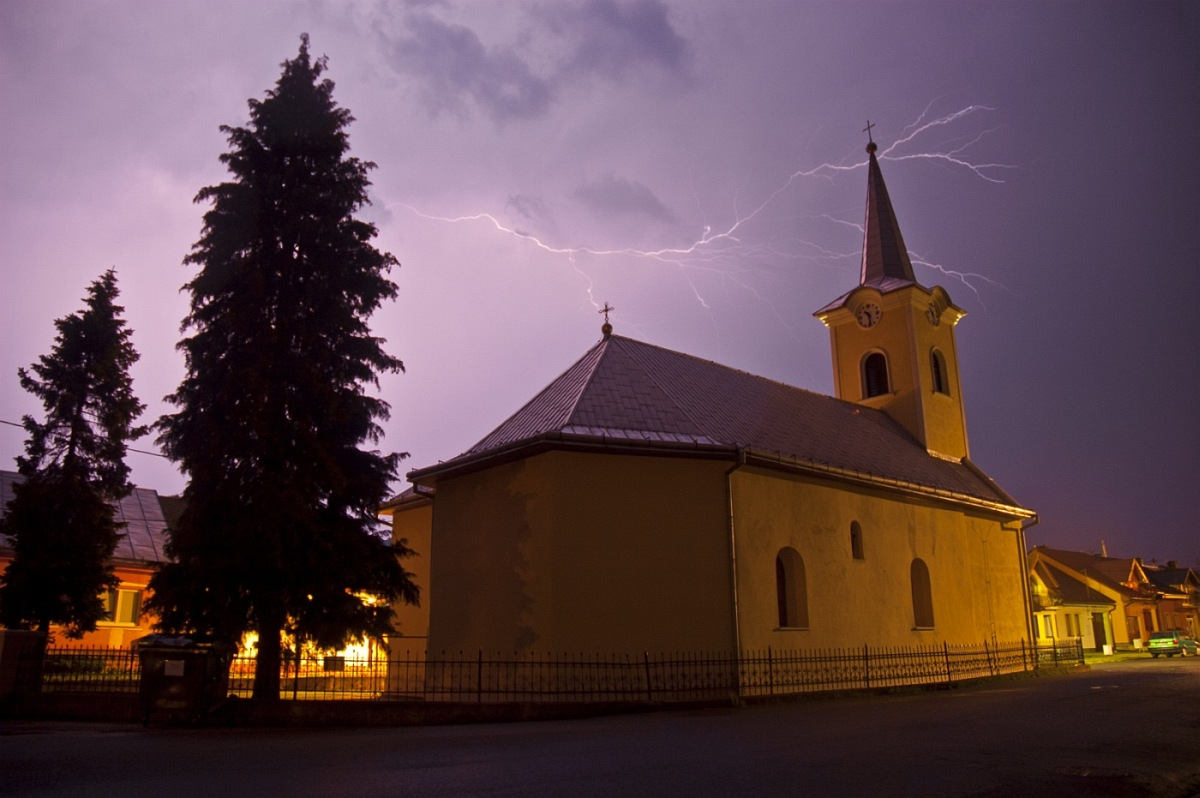
Dorotheakirche im Ort

Forbasy wurde zum ersten Mal 1311 als Fyrbaz schriftlich erwähnt und war damals mehrheitlich durch Polen bewohnt, zu denen im 13. und 14. Jahrhundert einige Deutsche kamen. Das Dorf war Teil des Herrschaftsgebiets der Lublauer Burg und war mit diesem von 1412 und 1772 an das Königreich Polen verpfändet. 1553 gab es in Forbasy 11 Ansiedlungen, 1569 betrug die Abgabe an die Herrschaft ein Elftel der Ernte. 1828 zählte man 62 Häuser und 451 Einwohner.
Bis 1918 gehörte der im Komitat Zips liegende Ort zum Königreich Ungarn und kam danach zur Tschechoslowakei beziehungsweise heute Slowakei. In der ersten tschechoslowakischen Republik war Forbasy landwirtschaftlich geprägt, weiter waren die Einwohner als Maurer und Zimmerleute tätig. Des Weiteren arbeiteten sie in Fabriken in Städten wie Stará Ľubovňa, Svit, Košice und Ostrava. 1926 brannte ein Großteil des Ortes nieder.

## Bevölkerung
| Jahr                | 1994 | 2004    | 2014    | 2024    |
| ------------------- | ---- | ------- | ------- | ------- |
| Anzahl der Personen | 371  | 387     | 423     | 440     |
| Unterschied         |      | +4,31 % | +9,30 % | +4,01 % |

| Jahr                | 2023 | 2024    |
| ------------------- | ---- | ------- |
| Anzahl der Personen | 446  | 440     |
| Unterschied         |      | −1,34 % |

Gemäß der Volkszählung 2011 wohnten in Forbasy 410 Einwohner, davon 401 Slowaken, vier Polen, zwei Russinen und ein Tscheche. Zwei Einwohner machten keine Angabe zur Ethnie.
389 Einwohner bekannten sich zur römisch-katholischen Kirche und 19 Einwohner zur griechisch-katholischen Kirche. Bei zwei Einwohnern wurde die Konfession nicht ermittelt.

## Bauwerke
- römisch-katholische Dorotheakirche aus dem Ende des 17. Jahrhunderts